# My Soul
My Soul è il terzo album di Coolio, pubblicato nel 1997.

## Tracce
1. Intro
2. 2 Minutes & 21 Seconds Of Funk
3. One Mo (feat. 40 Thevz)
4. The Devil Is Dope
5. Hit 'Em (feat. Ras Kass)
6. Knight Falls
7. Ooh La La
8. Can U Dig It
9. Nature of the Business
10. Homeboy (feat. Montell Jordan)
11. Throwndown 2000 (feat. 40 Thevz)
12. Can I Get Down One Time
13. My Soul
14. Let's Do It
15. C U When U Get There (feat. 40 Thevz)